# Oliver Max Gardner

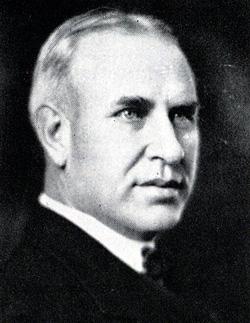
Oliver Max Gardner

Oliver Max Gardner (* 22. März 1882 in Shelby, North Carolina; † 6. Februar 1947 auf dem Weg nach England) war ein amerikanischer Politiker, er war 57. Gouverneur von North Carolina.

## Frühe Jahre und politischer Aufstieg
Oliver Gardner besuchte bis 1903 das North Carolina State College und studierte anschließend an der University of North Carolina Jura. Nach seinem Examen und der Zulassung als Anwalt praktizierte er in seinem Heimatort Shelby. Im Jahr 1908 gründete er den so genannten North Carolina Young Men’s Democratic Club, eine Art Jugendorganisation der Demokratischen Partei in North Carolina. In den Jahren 1911 und 1915 wurde er jeweils in den Senat seines Landes gewählt, wobei er 1915 sogar Präsident dieses Gremiums wurde. Zwischen 1917 und 1921 war er unter Gouverneur Thomas Bickett dessen Vizegouverneur. Bei den Gouverneurswahlen des Jahres 1920 schied er in den Vorwahlen gegen Cameron Morrison aus. Im Jahr 1924 war er Delegationsleiter der Demokraten aus North Carolina beim Bundeskonvent der Partei.

## Gouverneur von North Carolina
Im Jahr 1928 kandidierte er erfolgreich für das Amt des Gouverneurs. Er trat sein neues Amt am 11. Januar 1929 an und behielt es bis zum 5. Januar 1933. Sein Ziel war der weitere Abbau der Staatsverschuldung. Außerdem wurde eine Steuerkommission ins Leben gerufen. Er setzte sich für den Ausbau der Autobahnen ein und gründete die Autobahnpolizei (Highway Patrol). Er reorganisierte den Verwaltungsapparat der Regierung und förderte das Bildungswesen. In seiner Zeit wurden in North Carolina geheime Wahlen gesetzlich eingeführt. Überschattet war seine Amtszeit aber von der großen weltweiten wirtschaftlichen Depression als Folge des New Yorker Börsenkrachs vom Oktober 1929. Der Gouverneur legte ein Hilfsprogramm auf, das vor allem den Farmern zugutekommen sollte.

## Weitere Karriere
Nach dem Ende seiner Amtszeit zog er nach Washington, D.C., wo er als Rechtsanwalt tätig war. Im Jahr 1944 wurde in einen Ausschuss zur Förderung der Kriegsanstrengungen (War Mobilization) berufen. Im Jahr 1946 war er für kurze Zeit stellvertretender US-Finanzminister, ehe er zum amerikanischen Botschafter in Großbritannien ernannt wurde. Dieses Amt konnte er allerdings nicht mehr antreten, weil er auf dem Weg nach England an einem Schlaganfall verstarb.
Oliver Gardner war mit Fay Lamar Webb verheiratet. Das Paar hatte vier Kinder.